# Meymaneh
Meymaneh, o Maymana, è una città dell'Afghanistan nord-occidentale, vicina al confine con il Turkmenistan, ed è il capoluogo della provincia di Faryab.